# Dengordonia uniporosa
Dengordonia uniporosa är en mossdjursart som beskrevs av Soule, Soule och Chaney 1995. Dengordonia uniporosa ingår i släktet Dengordonia och familjen Smittinidae. Inga underarter finns listade i Catalogue of Life.